# Deltocyathus pourtalesi
Deltocyathus pourtalesi är en korallart som beskrevs av Stephen D. Cairns 1979. Deltocyathus pourtalesi ingår i släktet Deltocyathus och familjen Caryophylliidae. Inga underarter finns listade i Catalogue of Life.